# شرفية (قرية)

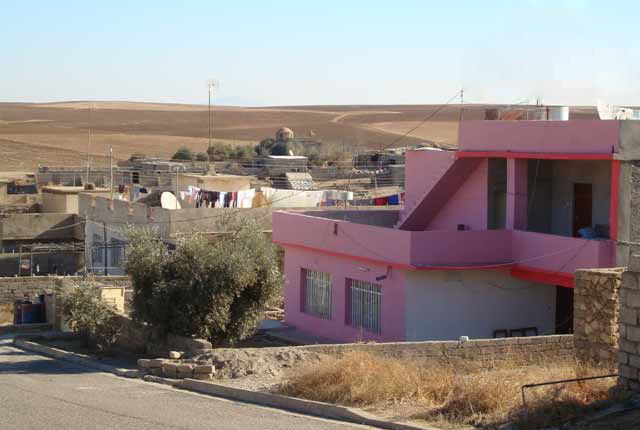

شرفية (بالاشورية:ܫܪܦ̮ܝܐ) هي بلدة اشورية تاريخية تقع في محافظة نينوى شمال غرب العراق تقع جنوب مدينة القوش بـ 5 كم و تبعد عن مدينة الموصل بـ40 كم شمالاً.

## السكان
يتكون سكان الشرفية من الآشوريين الذين هاجروا من هكاري جنوب تركيا، خلال الإبادة الجماعية الآشورية سكنوا القرية منذ أوائل العشرينات من القرن 20 وهم أتباع كنيسة المشرق القديمة وهناك عدد قليل من العائلات التي تنتمي إلى الكنيسة الكلدانية الكاثوليكية. هناك كنيستان في القرية الكنيسة الكلدانية الكاثوليكية وكنيسة المشرق القديمة كنيسة مار كوركيس.